# Dobra martwej ręki

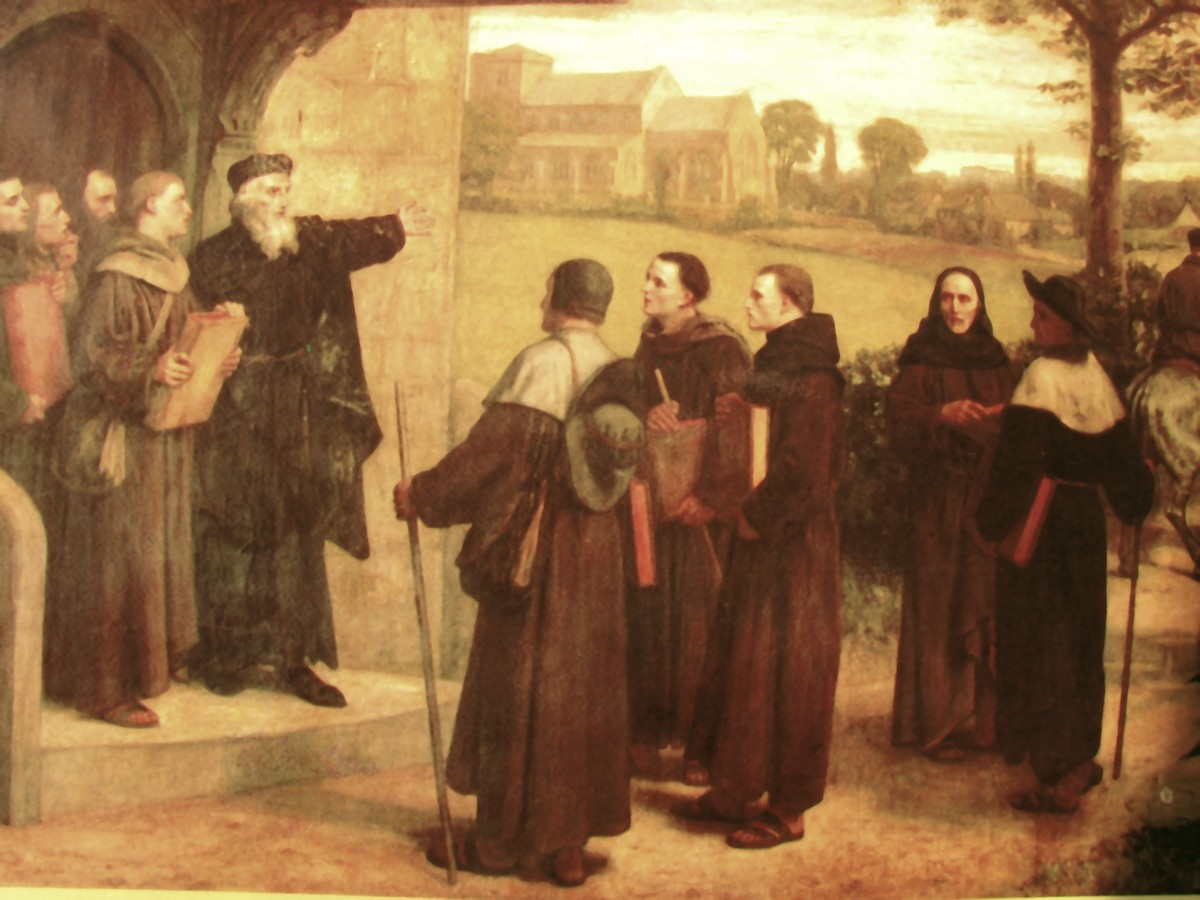
John Wycliffe wśród lollardów, zwolenników likwidacji majątków kościelnych.

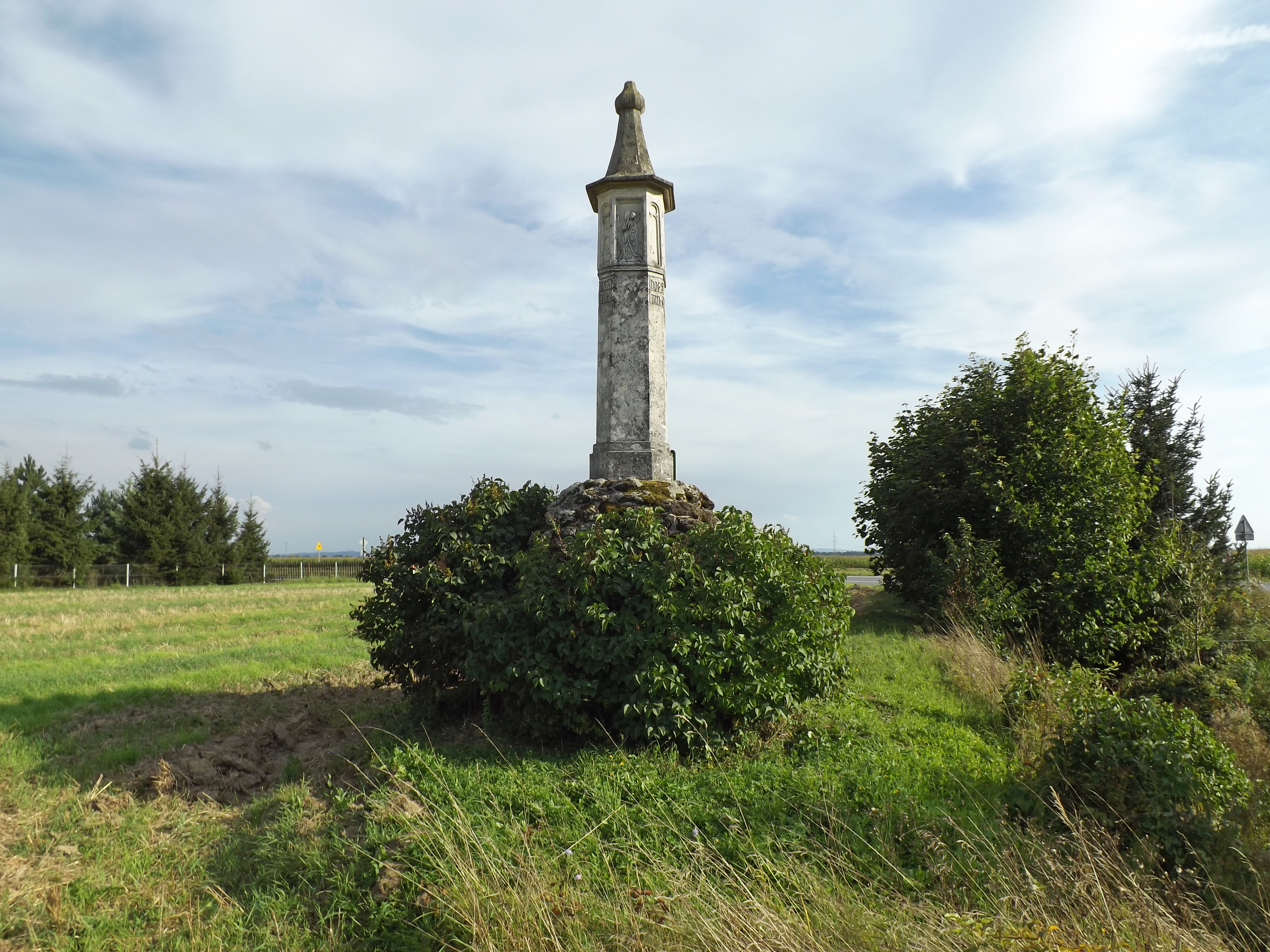
Słup graniczny z 1450 r. w Biskupicach Radłowskich oddzielający dobra martwej ręki, jakim był majątek ziemski biskupstwa krakowskiego, od dóbr szlacheckich. Jest to najstarszy i najlepiej zachowany tego rodzaju zabytek w Polsce.

Dobra martwej ręki – przede wszystkim majątki kościelne nieuczestniczące w obrocie, wolne od podatków do 1789, których nazwa pochodzi od ręki zmarłego, której nie można otworzyć, uzyskane głównie w rezultacie nadań panujących i rycerstwa (później szlachty i magnatów). Dobra martwej ręki należące do instytucji świeckich występowały tylko sporadycznie.
W Królestwie Polskim ilość ziemi posiadanej przez kler znacząco zmniejszyły dekrety z 1864 roku. W zamian za przejętą na rzecz skarbu państwa ziemię proboszczom przyznawano stałe pensje w wysokości 300-500 rubli, a wikariuszom 150 rubli.

## Historia

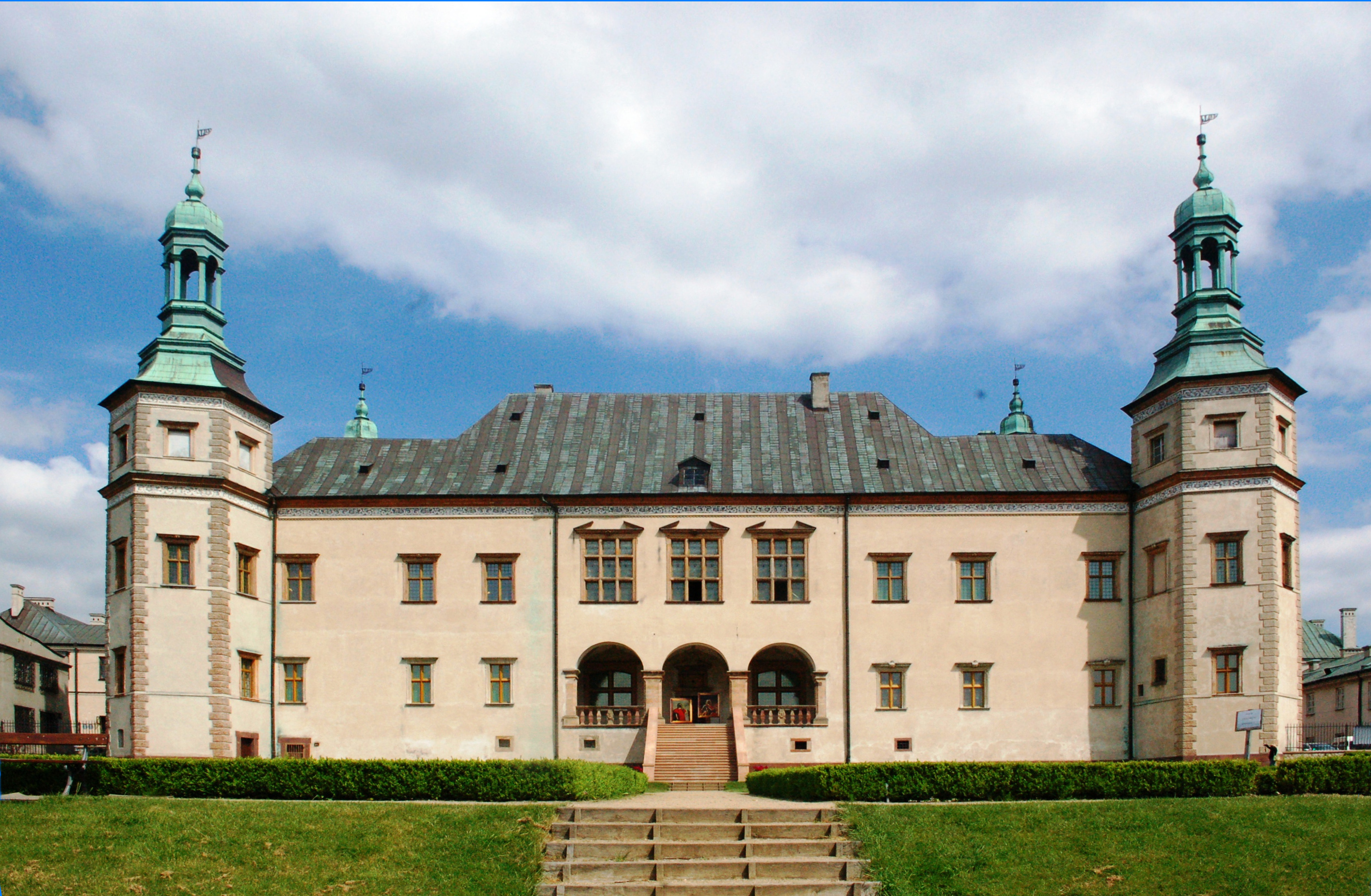
Pałac biskupów w Kielcach, przejęty na rzecz skarbu państwa polskiego w 1789 r. na mocy ustawy Sejmu Wielkiego. W 1806 r., decyzją cesarza Austrii, przekazany na potrzeby Kościoła.

Dobra Kościoła, które gdy raz weszły w jego posiadanie, pozostawały przy nim na zawsze, jak gdyby w martwej ręce. Ten stan wywoływał protesty szlachty i niektórych panujących już w XIII wieku. Kazimierz Wielki również starał się odzyskać część dóbr przejętych przez Kościół od różnych władców w okresie rozdrobnienia feudalnego. Za likwidacją majątków ziemskich posiadanych przez kler był ruch lollardów działający w Anglii i Szkocji w XIV i XV wieku. W czasie wojny chłopskiej w 1514 roku na Węgrzech przywódca György Dózsa domagał się sekularyzacji dóbr ziemskich należących do kleru oraz reformy w Kościele, tak aby w kraju był tylko jeden biskup.
W XVI wieku dobra martwej ręki obejmowały w Koronie około 15% ogółu ziemi. W 1510 r. Sejm zabronił zapisywania w testamentach dóbr ziemskich Kościołowi, natomiast w 1511 r. posłowie żądali bezskutecznie przeznaczenia części dóbr duchownych na obronę państwa. Kolejne niezrealizowane plany przeznaczenia majątków ziemskich posiadanych przez kler na obronę ojczyzny miały miejsce w 1524 r. Natomiast w 1551 r., z inicjatywy biskupa Stanisława Hozjusza, wprowadzono zakaz oddawania w dzierżawę dóbr kościelnych innowiercom
Kolejny protest przeciwko przekazywaniu klerowi majątków ziemskich z powodów ekonomicznych miał miejsce na sejmie w 1632 r. i dotyczył złożonej przez posłów petycji, aby zabronić zakonom nabywania dóbr ziemskich, ponieważ w ten sposób stan rycerski przechodzi do ubóstwa.
W dobrach tych sytuacja chłopów w tym czasie była gorsza niż w królewszczyznach i majątkach będących w posiadaniu szlachty, a biskup Filip Padniewski dał się poznać jako ciemiężyciel chłopów. Aby zapobiec częstym przypadkom ucieczek z dóbr kościelnych, administratorom nakazywano traktowanie pracujących w nich chłopów jak ludzi. Nieznacznie lepiej przedstawiała się sytuacja chłopów w dobrach kapituły krakowskiej i gruntach plebańskich.
Konstytucja sejmowa z 1635 r. w sprawie dóbr martwej ręki dotyczyła ograniczeń w sprawie zakładania nowych klasztorów oraz przekazywania majątku instytucjom kościelnym. Nie zahamowało to jednak zapisów na rzecz kleru, w związku z czym konstytucja sejmowa z 1719 r. domagała się nawet konfiskaty dóbr przekazanych Kościołowi po 1635 r. Ponieważ nie udało się definitywnie rozwiązać tego problemu, sprawa ta trafiła na wokandę sejmów jeszcze w 1726 i 1764 roku. Jednak dopiero likwidacja zakonu jezuitów i konfiskata na rzecz skarbu państwa jego olbrzymiego majątku uruchomiły proces kurczenia się dóbr martwej ręki. Kolejnym krokiem było przejęcie przez państwo w 1789 r. dóbr biskupstwa krakowskiego. Akcje ograniczania dóbr martwej ręki kontynuowali na ziemiach polskich po rozbiorach Polski zaborcy – Rosja, Austria i Prusy, wprowadzając jednocześnie fundusz przeznaczony na utrzymanie duchowieństwa, w wysokości 50% dotychczasowych dochodów z przejętych dóbr martwej ręki.
We Francji dobra kościelne zostały oddane do dyspozycji narodu na mocy dekretu uchwalonego 2 listopada 1789, w czasie rewolucji francuskiej. W zamian za to duchowni otrzymali od państwa pensje. Jednym z wielu przeciwników dóbr ziemskich posiadanych przez Kościół był Maximilien de Robespierre, argumentując swoje stanowisko twierdził, że chrześcijaństwo jest religią biednych i czystego serca i nie ma w nim miejsca na bijące w oczy bogactwo. Powołując się na słowa Jezusa Chrystusa sprzedaj wszystko i rozdaj ubogim, dążył do tego, aby dobra ziemskie będące w posiadaniu Kościoła przeszły na własność narodu. Dokonano tego, z poparciem biskupa Charlesa-Maurice’a de Talleyranda. Na mocy dekretu, państwo przejęte majątki należące do kleru, miało przeznaczać na koszty związane z kultem i opieką nad biednymi.
Na terenach zaboru pruskiego sekularyzację majątków ziemskich posiadanych przez duchowieństwo przeprowadzono po 1803 r., w zamian tworząc fundusz kościelny z przeznaczeniem na finansowanie Kościołów.
Po odzyskaniu przez Polskę niepodległości wniosek w sprawie przejęcia przez państwo dóbr martwej ręki w 1920 r. złożyło w Sejmie Polskie Stronnictwo Ludowe „Wyzwolenie”. Kolejną próbę przejęcia majątków ziemskich będących w posiadaniu kleru podjęto 2 sierpnia 1923. Projekt ustawy sejmowej zakładał parcelację i osadnictwo dóbr martwej ręki oraz nakładał na państwo obowiązek uposażenia duchowieństwa. Projektowi temu sprzeciwiła się jednak większość duchowieństwa.
Dobra martwej ręki zostały w 1944 roku wyłączone spod działania wydanego przez PKWN dekretu o reformie rolnej z 6 września 1944. Stało się tak, zgodnie ze świadectwem Wandy Wasilewskiej, na wyraźne życzenie Józefa Stalina.
Dobra martwej ręki zostały znacjonalizowane w 1950 r., jednakże nie w całości. Na rzecz Skarbu Państwa przejęte zostało od 90 do 155 tysięcy hektarów ziemi, czyli 80% tychże dóbr z jednoczesnym powołaniem Funduszu Kościelnego jako rekompensaty za utratę wspomnianych dóbr i pozostawieniem ordynariuszom i seminariom po 50 ha ziemi, zaś zakonom 5 ha ziemi z nieruchomościami i inwentarzem.
W Polsce przeciwko likwidacji majątków ziemskich należących do Kościoła było prawie całe wyższe duchowieństwo katolickie z wyjątkiem prymasa Augusta Hlonda i kardynała Stefana Wyszyńskiego. Kardynał Wyszyński uważał, że Kościół nie powinien posiadać majątków ziemskich, lecz utrzymywać się z hojności wiernych.
Wymóg uzyskania zezwolenia na nabywanie zapisanych w testamencie nieruchomości przez Kościół został anulowany w 1989 r. W tym samym roku powołano komisję majątkową, i na mocy jej decyzji (od której nie ma odwołania) Kościół katolicki otrzymał do 2004 r. od Skarbu Państwa około 52 tysiące hektarów ziemi. Komisja działała źle, dopuszczając do wielu nadużyć, np. przy wycenie ziemi. Pełnomocnicy niektórych organizacji kościelnych zostali aresztowani.